# Torneo Maurice Revello
Il Festival International "Espoirs" – Tournoi Maurice Revello, comunemente chiamato Torneo Maurice Revello e conosciuto come Torneo di Tolone fino al 2022, è una competizione internazionale di calcio per club e nazionali giovanili.
Il torneo era originariamente composto da 6 squadre di club e fu creato nel 1967 da Maurice Revello. Dopo sette anni di inattività, il Torneo di Tolone torna ad essere disputato nel 1974 con la presenza, per la prima volta, di 4 squadre nazionali (Polonia, Ungheria, Cecoslovacchia e Brasile) e di 4 squadre di club (Derby County, Anderlecht, Nîmes e Borussia Mönchengladbach). Questa è stata l'unica versione "ibrida" del torneo, dato che dal 1975 le 8 squadre partecipanti rappresentano ognuna una nazione (Argentina, Francia, Italia, Messico, Cecoslovacchia, Ungheria, Polonia e Portogallo). I diritti televisivi erano stati acquistati da Eurosport nel 1998 permettendo la sua diffusione nel mondo intero. Dal 2002 si svolge sotto l'egida della FIFA.
Nel 2008 per la prima volta hanno partecipato al torneo nazionali Under-23, anziché Under-20. L'innalzamento del limite d'età fu deciso per permettere alle nazionali olimpiche (formate appunto da giocatori con massimo 23 anni d'età, eccetto tre fuori quota) di disputare una competizione per meglio prepararsi al torneo di calcio che si sarebbe svolto ai Giochi della XXIX Olimpiade, nel mese di agosto 2008 a Pechino. Infatti, su otto partecipanti al Torneo di Tolone 2008, ben cinque hanno partecipato ai giochi olimpici (Olanda, Italia, Giappone, Costa D'Avorio e Stati Uniti).
Numerose personalità del calcio hanno partecipato con le loro squadre a questo torneo, tra le quali Zinédine Zidane, Alan Shearer (miglior marcatore 1991), Thierry Henry (miglior giocatore e marcatore 1997), Juan Román Riquelme (miglior giocatore 1998), David Ginola (miglior giocatore 1987), Hristo Stoičkov, Djibril Cissé (miglior marcatore 2001), Cristiano Ronaldo (2003), Sebastian Giovinco (2008).

## Formula
A partire dalla edizione 2024, la competizione raggruppa 10 squadre selezionate dagli organizzatori in funzione delle loro prestazioni. Le 10 squadre sono divise in due gironi a confronto diretto, alla fine dei quali sono qualificate alla finale le prime due di ogni raggruppamento, alla finalina 3º/4º posto le seconde classifica, alla finalina 5º/6º posto le terze classificate, alla finalina 7º/8º posto le quarte classificate e alla finale 9º/10º posto le ultime di ogni raggruppamento.

## Albo d'oro
| Anno | Vincitore                                                         | Finalista                                                         | Terza classificata                                                | Miglior Marcatore                                                 | Miglior Giocatore                                                 | Miglior Portiere                                                  |
| ---- | ----------------------------------------------------------------- | ----------------------------------------------------------------- | ----------------------------------------------------------------- | ----------------------------------------------------------------- | ----------------------------------------------------------------- | ----------------------------------------------------------------- |
| 1967 | Anderlecht                                                        | Slovan Bratislava                                                 | Nîmes                                                             | Čapkovič                                                          | Teugels                                                           | Ivancic                                                           |
| 1974 | Polonia                                                           | Ungheria                                                          | Cecoslovacchia                                                    | Sipocz (4)                                                        | Nyilasi                                                           | Turner                                                            |
| 1975 | Argentina                                                         | Francia                                                           | Italia                                                            | Törőcsik                                                          | Antonelli                                                         | Kollar                                                            |
| 1976 | Bulgaria                                                          | Francia                                                           | Messico                                                           | Zdravkov                                                          | Manolov                                                           | Manolkov                                                          |
| 1977 | Francia                                                           | Bulgaria                                                          | Paesi Bassi                                                       | Soler (4)                                                         | Soler                                                             | Manolkov                                                          |
| 1978 | Ungheria                                                          | Francia                                                           | Paesi Bassi                                                       | P. Nagy (4)                                                       | Zambelli                                                          | Aguilar                                                           |
| 1979 | Unione Sovietica                                                  | Paesi Bassi                                                       | Ungheria                                                          | S. Fortunato                                                      | Gyimesi                                                           | V. Novikov                                                        |
| 1980 | Brasile                                                           | Francia                                                           | Cecoslovacchia                                                    | Pokluda (4)                                                       | Touré                                                             | Mikloško                                                          |
| 1981 | Brasile                                                           | Cecoslovacchia                                                    | Unione Sovietica                                                  | Fattori                                                           | Zvanya                                                            | Marolla                                                           |
| 1982 | Jugoslavia                                                        | Cecoslovacchia                                                    | Paesi Bassi                                                       | Griga                                                             | Ernst                                                             | Mikloško                                                          |
| 1983 | Brasile                                                           | Argentina                                                         | Francia                                                           | O'Keefe                                                           | Luvanor                                                           | Rudenko                                                           |
| 1984 | Francia                                                           | Unione Sovietica                                                  | Cecoslovacchia                                                    | Zaghini (5)                                                       | Rusaiev                                                           | Zhidkov                                                           |
| 1985 | Francia                                                           | Inghilterra                                                       | Spagna                                                            | Papin                                                             | Omam-Biyik                                                        | Nadon                                                             |
| 1986 | Bulgaria                                                          | Francia                                                           | Unione Sovietica                                                  | Zvara (4)                                                         | Ribar                                                             | Gantchev                                                          |
| 1987 | Francia                                                           | Bulgaria                                                          | Brasile                                                           | Penev                                                             | Ginola                                                            | Taffarel                                                          |
| 1988 | Francia                                                           | Inghilterra                                                       | Bulgaria                                                          | Zitelli (6)                                                       | Thomas                                                            | Martyn                                                            |
| 1989 | Francia                                                           | Bulgaria                                                          | Stati Uniti                                                       | Mihtarski                                                         | Kaladjiev                                                         | Chaumin (I.N.F.)                                                  |
| 1990 | Inghilterra                                                       | Cecoslovacchia                                                    | Brasile                                                           | Robins (6)                                                        | Necas                                                             | Bernardy                                                          |
| 1991 | Inghilterra                                                       | Francia                                                           | Scozia                                                            | Shearer (7)                                                       | Shearer                                                           | James                                                             |
| 1992 | Portogallo                                                        | Jugoslavia                                                        | Francia                                                           | Rui Costa (4)                                                     | Rui Costa                                                         | Cicović                                                           |
| 1993 | Inghilterra                                                       | Francia                                                           | Scozia                                                            | Maurice (4)                                                       | Maurice                                                           | Gerrard                                                           |
| 1994 | Inghilterra                                                       | Portogallo                                                        | Francia                                                           | Peeters                                                           | Genaux                                                            | Coupet                                                            |
| 1995 | Brasile                                                           | Francia                                                           | Inghilterra                                                       | Histilloles (5)                                                   | Dhorasoo                                                          | Fabio                                                             |
| 1996 | Brasile                                                           | Francia                                                           | Portogallo                                                        | Adaílton Gomes (5)                                                | Adaílton                                                          | Fabio                                                             |
| 1997 | Francia                                                           | Portogallo                                                        | Messico                                                           | Henry Carlitos Wolff Victoria                                     | Henry                                                             | Santo                                                             |
| 1998 | Argentina                                                         | Francia                                                           | Portogallo                                                        | Guerrero Heskey                                                   | Riquelme                                                          | Santo                                                             |
| 1999 | Colombia                                                          | Argentina                                                         | Francia                                                           | Luyindula                                                         | Pereyra                                                           | Saja                                                              |
| 2000 | Colombia                                                          | Portogallo                                                        | Italia                                                            | Moreno                                                            | Moreno                                                            | Leite                                                             |
| 2001 | Portogallo                                                        | Colombia                                                          | Francia                                                           | Cissé Lourenço                                                    | Chara                                                             | Luis Martínez                                                     |
| 2002 | Brasile                                                           | Italia                                                            | Giappone                                                          | Pellicori Nakayama                                                | Pinga                                                             | Rubinho                                                           |
| 2003 | Portogallo                                                        | Italia                                                            | Argentina                                                         | Herrera Ruopolo Lourenço                                          | Mascherano                                                        | Bruno Vale                                                        |
| 2004 | Francia                                                           | Svezia                                                            | Cina                                                              | Bergougnoux                                                       | Mavuba                                                            | Gavanon                                                           |
| 2005 | Francia                                                           | Portogallo                                                        | Inghilterra                                                       | Vaz Té                                                            | Mvuemba                                                           | Mandanda                                                          |
| 2006 | Francia                                                           | Paesi Bassi                                                       | Portogallo                                                        | Gigliotti (2)                                                     | Faty                                                              | Lloris                                                            |
| 2007 | Francia                                                           | Cina                                                              | Costa d'Avorio                                                    | Gameiro (5)                                                       | Gameiro                                                           | Koné                                                              |
| 2008 | Italia                                                            | Cile                                                              | Costa d'Avorio                                                    | Cissé (5)                                                         | Giovinco                                                          | Bassi                                                             |
| 2009 | Cile                                                              | Francia                                                           | Argentina                                                         | Buonanotte Martínez (4)                                           | Buonanotte                                                        | Toselli                                                           |
| 2010 | Costa d'Avorio                                                    | Danimarca                                                         | Francia                                                           | Nielsen                                                           | Deblé                                                             | Andersen                                                          |
| 2011 | Colombia                                                          | Francia                                                           | Italia                                                            | Joseph-Monrose (5)                                                | Rodríguez                                                         | Franck L'Hostis                                                   |
| 2012 | Messico                                                           | Turchia                                                           | Paesi Bassi                                                       | Fabián (7)                                                        | Herrera                                                           | Marsman Taşkıran                                                  |
| 2013 | Brasile                                                           | Colombia                                                          | Francia                                                           | Vinícius Araújo Abella Aladje (3)                                 | Yuri Mamute                                                       | Bonilla                                                           |
| 2014 | Brasile                                                           | Francia                                                           | Portogallo                                                        | Bahebeck (4)                                                      | Rodrigo Caio                                                      | Nardi                                                             |
| 2015 | Francia                                                           | Marocco                                                           | Stati Uniti                                                       | Bencharki Crivelli (4)                                            | El Karti                                                          | Benachour                                                         |
| 2016 | Inghilterra                                                       | Francia                                                           | Portogallo                                                        | Baker (4)                                                         |                                                                   |                                                                   |
| 2017 | Inghilterra                                                       | Costa d'Avorio                                                    | Scozia                                                            | Banza Barnes Hirst (4)                                            | Brooks                                                            | Pilling                                                           |
| 2018 | Inghilterra                                                       | Messico                                                           | Turchia                                                           | Aguirre (7)                                                       | Lainez                                                            | Woodman                                                           |
| 2019 | Brasile                                                           | Giappone                                                          | Messico                                                           | Matheus Cunha (4)                                                 | Douglas Luiz                                                      | Wei                                                               |
| 2020 | Edizione cancellata a causa della pandemia di COVID-19 in Francia | Edizione cancellata a causa della pandemia di COVID-19 in Francia | Edizione cancellata a causa della pandemia di COVID-19 in Francia | Edizione cancellata a causa della pandemia di COVID-19 in Francia | Edizione cancellata a causa della pandemia di COVID-19 in Francia | Edizione cancellata a causa della pandemia di COVID-19 in Francia |
| 2021 | Edizione cancellata a causa della pandemia di COVID-19 in Francia | Edizione cancellata a causa della pandemia di COVID-19 in Francia | Edizione cancellata a causa della pandemia di COVID-19 in Francia | Edizione cancellata a causa della pandemia di COVID-19 in Francia | Edizione cancellata a causa della pandemia di COVID-19 in Francia | Edizione cancellata a causa della pandemia di COVID-19 in Francia |
| 2022 | Francia                                                           | Venezuela                                                         | Messico                                                           | Mara (5)                                                          | Segovia                                                           | Kimura                                                            |
| 2023 | Panama                                                            | Messico                                                           | Australia                                                         | Tel Ishii Orelién (3)                                             | Ben Seghir                                                        | Koné                                                              |
| 2024 | Ucraina                                                           | Costa d'Avorio                                                    | Italia                                                            | Shiogai (5)                                                       | Khlan                                                             | Konan                                                             |

## Titoli per squadra
| Pos. | Squadra          | Primo posto | Secondo posto | Terzo posto |
| ---- | ---------------- | ----------- | ------------- | ----------- |
| 1    | Francia          | 13          | 14            | 6           |
| 2    | Brasile          | 9           | 0             | 2           |
| 3    | Inghilterra      | 7           | 2             | 1           |
| 4    | Portogallo       | 3           | 4             | 4           |
| 5    | Colombia         | 3           | 2             | 0           |
| 6    | Bulgaria         | 2           | 3             | 1           |
| 7    | Argentina        | 2           | 2             | 2           |
| 8    | Italia           | 1           | 2             | 4           |
| 9    | Costa d'Avorio   | 1           | 2             | 2           |
| 10   | Unione Sovietica | 1           | 1             | 2           |
| 11   | Ungheria         | 1           | 1             | 1           |
| 12   | Jugoslavia       | 1           | 1             | 0           |
| 12   | Cile             | 1           | 1             | 0           |
| 14   | Messico          | 1           | 2             | 3           |
| 15   | Belgio           | 1           | 0             | 0           |
| 15   | Polonia          | 1           | 0             | 0           |
| 15   | Panama           | 1           | 0             | 0           |
| 15   | Ucraina          | 1           | 0             | 0           |
| 18   | Cecoslovacchia   | 0           | 4             | 3           |
| 19   | Paesi Bassi      | 0           | 2             | 4           |
| 20   | Cina             | 0           | 1             | 1           |
| 21   | Svezia           | 0           | 1             | 0           |
| 21   | Danimarca        | 0           | 1             | 0           |
| 21   | Marocco          | 0           | 1             | 0           |
| 21   | Venezuela        | 0           | 1             | 0           |
| 25   | Turchia          | 0           | 1             | 1           |
| 25   | Giappone         | 0           | 1             | 1           |
| 27   | Stati Uniti      | 0           | 0             | 2           |
| 28   | Spagna           | 0           | 0             | 1           |
| 28   | Scozia           | 0           | 0             | 1           |
| 28   | Australia        | 0           | 0             | 1           |

## Sud Ladies Cup
Dal 2018 si tiene un torneo semi-omonimo denominato Sud Ladies Cup - Tournoi Maurice Revello, riservato alle selezioni giovanili femminili.
La prima edizione si è tenuta dal 5 al 18 giugno 2018 e ha visto vincere la nazionale Under-20 degli Stati Uniti d'America.